# تدخل (علم النفس)
التدخّل (أو الإقحام) في مجال علم النفس هو أن يسيطر خاطر غير مرغوب به أو فكرة سيئة أو صورة بشعة على ذهن وفكر الإنسان بشكل غير قابل للتحكم بشكل تصبح فيه أكثر ثباتاً ورسوخاً، مما يؤدي إلى الانزعاج والضيق، بحيث يشعر المرء أنه من الصعب عليه تجاوزها.
يترافق تدخل مثل هذه الأفكار مع أعراض اضطرابات نفسية مثل الاضطراب الاكتئابي أو اضطراب التشوه الجسمي (BDD) أو غيرها، وذلك بشكل تصبح فيه مسببة للقلق ومستديمة. كما تترافق الأفكار المتدخلة مع الذاكرة العرضية أو مخاوف غير مرغوبة أو ذكريات معينة بسبب الاضطراب الوسواسي القهري (OCD)، أو اضطراب الكرب التالي للصدمة النفسية أو اضطراب القلق أو اضطراب الأكل أو الذهان.

## اقرأ أيضاً
- اضطراب وسواسي قهري
- وسواس
- مقياس ييل-براون الوسواسي القهري